# Masia de Can Rull
|  | Per a altres significats, vegeu «Can Rull (Tossa de Mar)». |

Can Rull és una masia renaixentista a la ciutat de Sabadell (al Vallès Occidental) protegida com a bé cultural d'interès local. Antigament anomenada Mas d'en Torrella i després Can Julià Ferrer, el nom actual li donà Josep de Rull que fou regent del Reial Consell de Catalunya, de la conselleria del Consell Suprem d'Aragó i canceller del Consell Reial. Actualment la masia dona nom al barri que l'envolta, iniciat al 1919. Masia basilical amb vessants que donen aigües a les façanes laterals. La façana principal està excepcionalment orientada a llevant, té golfa amb finestres d'arquets, porta adovellada i finestres d'estil renaixentista. Els materials emprats en la construcció són la pedra i els còdols. A la part de migdia es conserva hi ha un arc que podria ser del segle xv. En el cup hi ha una pedra gravada que remet a l'any 1682.
Prop de la masia hi ha la font de Can Rull, pràcticament a la llera del torrent homònim.